# Ars Technica

Logotypen för Ars Technica.

Ars Technica är en engelskspråkig teknologi-relaterad webbsida för datorentusiaster. Sidan startade 1998 och täcker teknologinyheter och har även djupgående artiklar och analyser samt tester av nya produkter. Namnet "Ars Technica" är en latinsk fras som betyder "(den) tekniska konsten".

## Innehåll
Ars Technicas förstasida har två huvudsakliga sektioner: From The News Desk och Featured Articles. Den första består generellt av korta artiklar med lättare analys av teknologiska och vetenskapliga nyheter. Ibland innehåller artiklarna vissa politiska kommentarer.
Den senare sektionen Featured Articles är uppdelad i två undersektioner: Journal.Ars och Articles. Huvuddelen av innehållet hör till Journal.Ars. Där finner man korta, blogg-liknande inlägg om teknologiska och vetenskapliga rykten och nyheter. Dessa inlägg är kategoriserade i följande fyra sektioner: Infinite Loop (Apple), M-Dollar (Microsoft), Nobel Intent (vetenskapligt), and Opposable Thumbs (videospel och tekniska prylar). Utöver Journal.Ars innehåller Featured Articles de artiklar som främst innefattar tester och guider.

## Utseende
- 1999–2001: Svart bakgrund med vit text.[1]
- 2001–2004: Svart bakgrund med mer orange detaljer.[2]
- 2004–: Valbara färger, färgteman och typsnitt.[3]

### Ars OpenForum
Ars Technica innehåller även OpenForum. Ett i huvudsak gratis och publikt diskussionsforum. Alla sektioner i forumet refererar i sina namn till latin och romartiden. Samma tema återkommer i de ranker och titlar som användarna har. OpenForum är i huvudsak ämnat för diskussioner kring teknologi och då främst IT.

## Historia
- 1999–2000: OpenForum flyttades till UBB.classic.
- 2000–2004: Forumet flyttade och bytte kod till OpenTopic.
- 2004–: Forumet flyttade från OpenTopic till UBB.x (senare omdöpt till Eve/Groupee).